# 物理世界奇遇记
物理世界奇遇记（英文：The New World of Mr Tompkins）是美籍俄裔物理学家乔治·伽莫夫的一部科普小说。小说以主人公、银行职员汤普金斯先生（Mr Tompkins）不断的听讲座和在梦境中游览物理世界为线索，介绍了相对论和量子论的相关内容。
该书的前身是于1940年出版的《汤普金斯先生身历奇境》。1944年，出版了续集《汤普金斯先生探索原子世界》。1965年，伽莫夫将两本书合并并进行了补充和改写，作成了《平装本里的汤普金斯先生》（Mr Tompkins in Paperback），即《物理世界奇遇记》。在伽莫夫去世后，英国科普作家罗素·斯坦纳德在1999年对这本书进行了修订，出版了《汤普金斯先生的新大陆》（The New World of Mr Tompkins），即《物理世界奇遇记》的最新版本。